# لوروا والاس
لوروا والاس (بالإنجليزية: Leroy Wallace)‏ هو فنان إيقاعي وممثل جامايكي، ولد في 3 أبريل 1950 في جامايكا.

## وصلات خارجية
- لوروا والاس على موقع IMDb (الإنجليزية)
- لوروا والاس على موقع ميوزك برينز (الإنجليزية)
- لوروا والاس على موقع ديسكوغز (الإنجليزية)
- لوروا والاس على موقع قاعدة بيانات الفيلم (الإنجليزية)